# SC Oțelul Galați

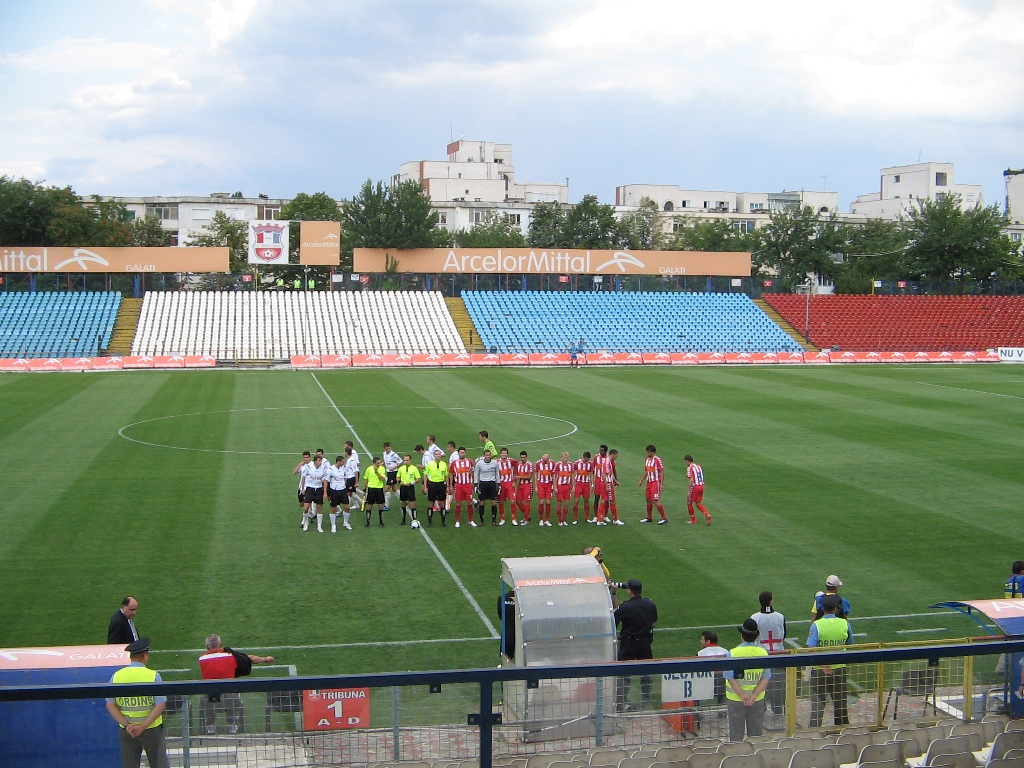
Oțelulstadion.

SC Oțelul Galați är en fotbollsklubb i Galați i Rumänien, grundad 1964 och ombildad 2016. Hemmaarenan heter Oțelulstadion.
Fram till 2011 hade klubben sin största internationella framgång i Intertotocupen säsongen 2007, då man lyckades vinna alla sina matcher och gå vidare till Uefacupen säsongen 2007/08.
Klubben vann sin första rumänska ligatitel säsongen 2010/11 och kvalificerade sig då för Uefa Champions League för första gången. Där lottades klubben i Grupp C tillsammans med Manchester United, Benfica och Basel.
2016 gick klubben i konkurs men ombildades igen samma år.
Oțelul spelar i rött, vitt och blått.